# Choreutis ophiosema
Choreutis ophiosema là một loài bướm đêm thuộc họ Choreutidae. Nó được tìm thấy ở Ấn Độ, Trung Quốc, Đài Loan, Amoy, Moluccas, miền đông Úc (Bắc Úc và Queensland) và Nhật Bản.
Sải cánh dài khoảng 10 mm. Con trưởng thành có cánh trước và cánh sau có màu cam và nâu.
Ấu trùng ăn loài Bambusa.